# Ана Карењина (филм из 1948)
Ана Карењина (енгл. Anna Karenina) је британски филм из 1948. који је базиран на истоименом роману Лава Толстоја. Филм је режирао Жилијен Дививје, док главне улоге играју: Вивијен Ли, Ралф Ричардсон и Кирон Мур.

## Улоге
- Вивијен Ли ... Ана Карењина
- Ралф Ричардсон ... Алексеј Карењин
- Кирон Мур ... гроф Вронски
- Хју Демпстер ... Стефан Облонски
- Мери Кериџ ... Доли Облонски
- Мари Лор ... принцеза Шербатски
- Френк Тикл ... принц Шербатски
- Сали Ен Хаус ... Кити Шербатски
- Нил Макгинис ... Константин Левин
- Мајкл Гоф ... Николај
- Мартита Хант ... принцеза Бети Тверски
- Хедер Тачер ... грофица Лидија Иванова
- Хелен Хеј ... грофица Вронски
- Мери Мартлу ... принцеза Наталија
- Руби Милер ... грофица Месков